# Music Freeway
『Music Freeway』（ミュージック・フリーウェイ）は、NACK5で放送されていたラジオ番組。

## 概要
前番組の「GOLDEN 4 EGGS」を含め、基本的にトークを中心とした構成の番組が多いNACK5としては異例となる洋楽専門の音楽番組。
パーソナリティには音楽ライターの矢口清治をNACK5では初めて起用し、毎日日替わりでテーマを決めて2000年以前の洋楽を中心に矢口の解説と共に流す。
プレイリストは公式ブログに掲載されており、毎週金曜日に一週間分のプレイリストが矢口のコメント共に更新される形式を取っていた。
2023年11月3日更新の番組内ブログにて番組が終了することが発表され、同年12月28日に終了した。番組ブログも同月29日に更新終了し、同31日に閉鎖。

## 放送時間
- 毎週月曜 - 木曜 23:00 - 23:30

## パーソナリティ
- 矢口清治